# Joaquín Larraín Gandarillas
Joaquín Larraín Gandarillas (Santiago del Cile, 13 ottobre 1822 – Santiago del Cile, 26 settembre 1897) è stato un arcivescovo cattolico cileno.

## Biografia
Sesto dei quindici figli di Juan Francisco de Larraín y Rojas e di sua moglie María Mercedes de Gandarillas y Aránguiz, studiò nel seminario conciliare e nel 1845 si laureò in diritto presso l'Università del Cile. Fu docente in seminario e pubblicò articoli su La Revista Católica.
Entrò nello stato ecclesiastico e nel 1847 fu ordinato prete dal vescovo di Concepción, Diego Antonio Elizondo.
Soggiornò negli Stati Uniti d'America e rappresentò il vescovo di Richmond al concilio plenario della Chiesa cattolica americana tenutosi a Baltimora nel 1852. Nominato rettore del seminario di Santiago, rientrò in Cile nel 1853.
Nel 1863 fu nominato canonico del capitolo metropolitano di Santiago e nel 1889 assunse la dignità di arcidiacono.
Eletto vescovo titolare di Martiropoli e ausiliare di Santiago, ricoprì la carica di vicario capitolare dal 1878 al 1886, durante la prolungata vacanza della sede arcivescovile di Santiago.
Partecipò alla fondazione dell'Università cattolica del Cile e fu il suo primo rettore.
Fondò la congregazione delle Figlie di San Giuseppe, protettrici dell'infanzia.

## Genealogia episcopale e successione apostolica
La genealogia episcopale è:
- Cardinale Scipione Rebiba
- Cardinale Giulio Antonio Santori
- Cardinale Girolamo Bernerio, O.P.
- Arcivescovo Galeazzo Sanvitale
- Cardinale Ludovico Ludovisi
- Cardinale Luigi Caetani
- Cardinale Ulderico Carpegna
- Cardinale Paluzzo Paluzzi Altieri degli Albertoni
- Papa Benedetto XIII
- Papa Benedetto XIV
- Papa Clemente XIII
- Cardinale Bernardino Giraud
- Cardinale Alessandro Mattei
- Cardinale Pietro Francesco Galleffi
- Cardinale Antonio Domenico Gamberini
- Vescovo José Ignacio Cienfuegos Arteaga
- Vescovo José Agustín de la Sierra Mercado
- Vescovo José Hilarión de Etura y Ceballos, O.P.
- Arcivescovo Rafael Valentín Valdivieso y Zañartu
- Arcivescovo Joaquín Larraín Gandarillas

La successione apostolica è:
- Arcivescovo Mariano Jaime Casanova Casanova (1887)
- Vescovo Fernando Blaitt Mariño (1887)
- Vescovo Guillermo Juan Carter Gallo (1894)